# Jean Gilissen
Johannes Mathias (Jean) Gilissen, ook gekend als Jan Gilissen (Maastricht, 15 augustus 1891 – Madiun, 1918) was een Nederlands voetballer.

## Biografie
Jean Gilissen was de zoon van Thomas Gilissen en Maria Elisabeth Pieters.
Hij speelde van 1912 tot 1914 bij AFC Ajax als verdediger en aanvaller. Van zijn debuut in het kampioenschap op 29 september 1912 tegen HFC tot zijn laatste wedstrijd op 17 mei 1914 tegen Hercules speelde Gilissen in totaal 36 wedstrijden en scoorde 2 doelpunten in het eerste elftal van Ajax.
Zijn broers Dolf en Frans speelden ook voor MVV.

## Statistieken
| Club  | Seizoen | Competitie | Competitie | Beker | Beker | Degradatie wedstrijden | Degradatie wedstrijden | Totaal | Totaal |
| Club  | Seizoen | Wed.       | Dlp.       | Wed.  | Dlp.  | Wed.                   | Dlp.                   | Wed.   | Dlp.   |
| ----- | ------- | ---------- | ---------- | ----- | ----- | ---------------------- | ---------------------- | ------ | ------ |
| Ajax  | 1912/13 | 16         | 2          | 1     | 0     | -                      | -                      | 17     | 2      |
| Ajax  | 1913/14 | 18         | 0          | 1     | 0     | 2                      | 0                      | 21     | 0      |
| Total | Total   | 34         | 2          | 2     | 0     | 2                      | 0                      | 38     | 2      |